# Twist 'n' Splash
Een Twist 'n' Splash is een attractietype ontwikkeld door fabrikant MACK Rides. De attractie is een combinatie van een theekopjesattractie en een splash battle. In de 'theekopjes' bevinden zich waterpistolen, waarmee bezoekers elkaar tijdens de rit nat kunnen spuiten. Ook om de attractie heen bevinden zich waterpistolen, waarmee bezoekers die zich niet in de attractie bevinden toch deel kunnen nemen aan het watergevecht. Als de rit start, daalt het platform waarop de attractie zich bevindt enkele centimeters, waardoor het platform onder water komt te staan. Na afloop daalt het waterpeil, doordat het platform weer omhoog komt.
De eerste Twist 'n' Splash was SpongeBob’s Splash Bash in Pleasure Beach Blackpool en opende in 2011. Anno 2020 zijn er acht Twist 'n' Splash-attracties wereldwijd.